# Liste von Museen nach Themengebiet
Die Liste von Museen nach Themengebieten gibt einen Überblick über die Themenbereiche von Museen und entsprechende Listen in der deutschsprachigen Wikipedia.

## Liste
Es gibt verschiedene Kategorien von Museen:
- Ägyptologie
- Archäologie
- Bergbaumuseum (siehe auch Schaubergwerke)
- Brauereiwesen
- Design
- Eisenbahnwesen
- Elektrotechnik
- Erotik
- Eulen
- Fahrräder
- Feldbahnen
- Feuerwehrwesen
- Fischereiwesen
- Flößerei
- Freilichtmuseen
- Folter
- Friedhöfe
- Geologie
- Glas
- Glocken
- Gold
- Heimatmuseen
- Hopfen
- Industriegeschichte
- Jagdwesen
- Jazz
- Judentum
- Keramik
- Kriegsgeschichte
- Kriminalwesen
- Kur- und Bäderwesen
- Kunst
- Künstler
- Küsten
- Landwirtschaftsmuseum
- Literatur (siehe auch Schriftsteller)
- Luftfahrt
- Marinewesen
- Medizingeschichte
- Mineralogie
- Mode
- Moderne und zeitgenössische Kunst
- Mühlen
- Muscheln
- Nähmaschinen
- Naturgeschichte
- Paläontologie
- Panzer
- Papier
- Pharmazie
- Pionierwesen
- Pferde
- Porzellan
- Puppen
- Religion
- Römische Geschichte
- Rotes Kreuz
- Rundfunk
- Schiefer
- Schifffahrt (siehe auch Museumsschiffe)
- Schmieden
- Schriftsteller
- Schuhe
- Schuhmacher
- Schulwesen
- Seide
- Sepulkralkultur
- Siegel
- Spielzeug
- Sportschießen
- Stickerei
- Studentenschaft
- Technikgeschichte
- Textilien
- Töpferei
- Tourismus
- U-Boote
- Uhren
- Ur- und Frühgeschichte
- Verkehr
- Völkerkunde
- Volkskunde
- Weinbau
- Zeitungswesen
- Ziegelherstellung
- Zinnfiguren